# Регондино (Леко)
Регондино је насеље у Италији у округу Леко, региону Ломбардија.
Према процени из 2011. у насељу је живело 24 становника. Насеље се налази на надморској висини од 294 м.